# Ribeiro Couto
Rui Esteves Ribeiro de Almeida Couto (Santos, 12 de março de 1898 — Paris, 30 de maio de 1963), mais conhecido simplesmente como Ribeiro Couto, foi um jornalista, magistrado, diplomata, poeta, contista e romancista brasileiro.
Foi membro da Academia Brasileira de Letras desde 28 de março de 1934 (ocupando a vaga de Constâncio Alves na cadeira 26), até sua morte.

## Biografia
Filho de José de Almeida Couto e de Nísia da Conceição Esteves Ribeiro, Ribeiro Couto cursou a Escola de Comércio José Bonifácio, em Santos, cidade onde, em 1912, iniciou-se no jornalismo.
Em 1915 ingressou na Faculdade de Direito da Universidade de São Paulo, que cursou enquanto fazia reportagens para o Jornal do Commercio, e, depois, para o Correio Paulistano.
Formou-se na Faculdade de Ciências Jurídicas e Sociais do Rio de Janeiro, em 1919. Problemas de saúde o obrigaram a se mudar-se para Campos do Jordão, no interior de São Paulo, não sem antes tomar parte na Semana de Arte Moderna de 1922.
Depois de dois anos em Campos do Jordão, foi para São Bento do Sapucaí, onde foi delegado de polícia — cargo que não o ocupou muito, pois logo foi para São José do Barreiro assumir o posto de promotor público.
Em 1925 nova transferência por causa da saúde, desta vez para Pouso Alto, Minas Gerais, onde ficou até 1928. Naquele ano voltou ao Rio de Janeiro para trabalhar como redator no Jornal do Brasil e, logo depois, seguiu para Marselha, onde assumiria o posto de vice-cônsul honorário, a convite do cônsul Mateus de Albuquerque. De Marselha foi para Paris, onde ocupou o cargo de adido do consulado-geral. Logo o ministro Afrânio de Melo Franco o promoveu a cônsul de terceira classe (1932).
Aderiu ao Integralismo, de Plínio Salgado, logo nos primeiros tempos da Ação Integralista Brasileira (AIB). Em entrevista concedida, em meados da década de 1930, ao Diário de Notícias, de Lisboa, proclamou que os integralistas, entre os quais se incluía, queriam “o Brasil integrado na tradição, dentro dos moldes do Império”, combatendo o federalismo de estilo estadunidense, importado em nosso País pela Constituição de 1891. Em seguida, defendeu o Estado Corporativo e a denominada Democracia Orgânica, condenando a liberal-democracia, que, em seu sentir, representaria, em última análise, uma “ditadura de simples manipuladores de forças eleitorais”. Ainda nesta entrevista, declarou Ribeiro Couto sua adesão ao Integralismo, que era, em seu entender, “uma ideia necessária” para o País, ressaltando que os integralistas mobilizavam “as forças do espírito brasileiro” e estavam “com as portas abertas” a todos aqueles que sentiam “a urgência de uma reconstrução total e corajosa”.
Foi agraciado com a Ordem Militar de Sant'Iago da Espada, de Portugal – grau de Oficial a 28 de março de 1935 e grau de Grande-Oficial a 24 de agosto de 1945.
Paralelamente à carreira de escritor e jornalista — não deixou de colaborar com o Jornal do Brasil, nem com O Globo, nem com A Província (Pernambuco) —, seguiu carreira diplomática bem-sucedida, até tornar-se embaixador do Brasil na Iugoslávia, em 1952, cargo em que se aposentou. Para os jornais, enviava sobre literatura e acontecimentos na Europa.
Em 1958 conquistou, em Paris, o prêmio internacional de poesia outorgado a estrangeiros, pelo livro Le jour est long (que escreveu em francês).
Sua obra mais famosa é Cabocla, adaptada duas vezes para a televisão. Muitos de seus livros foram traduzidos para o francês, o italiano, o húngaro, o servo-croata e o sueco. Seus romances retratam o dia a dia das pessoas humildes e anônimas dos subúrbios.

## Obra (poesias e Prosa)
| - Longe (1961) | - Sentimento lusitano, ensaio (1961) |